# 태원 방씨
태원 방씨(太原龐氏)는 한국의 성씨이다.
시조 방발(龐渤)은 명나라 지휘도총장 출신이며, 이후 조선에 귀화해 조선인으로서 살아갔다.

## 참고 자료
- “참정 방발이 첩문을 상에게 보내오다”. 国史編纂委員会. 2022년 9월 24일에 원본 문서에서 보존된 문서.